# روبن ياكوبسون
روبن ياكوبسون (بالسويدية: Robin Jacobsson)‏ (28 مارس 1990 بيستاد في السويد - ) هو لاعب كرة قدم سويدي في مركز الهجوم. لعب مع نادي تريليبورج ‏.

## وصلات خارجية
- روبن ياكوبسون على موقع اتحاد السويد (السويدية)
- روبن ياكوبسون على موقع قاعدة بيانات كرة القدم.إي يو (الإنجليزية)
- روبن ياكوبسون على موقع Soccerway.com (الإنجليزية)